# Faustita
La faustita és un mineral de la classe dels fosfats que pertany al grup de la turquesa. Rep el nom en honor del doctor George Tobias Faust (27 d'agost de 1908 Filadèlfia, Pennsilvània, EUA - 27 de febrer de 1985, Morristown, Nova Jersey, EUA), mineralogista i petròleg de la US Geological Survey. Va ser president de la Mineralogical Society of America, i va descriure o codescriure els nous minerals huntita, pecoraïta i schoenfliesita.

## Característiques
La faustita és un fosfat de fórmula química ZnAl₆(PO₄)₄(OH)₈(H₂O)₄. Es tracta d'una espècie aprovada per l'Associació Mineralògica Internacional, i publicada per primera vegada el 1953. Cristal·litza en el sistema triclínic. La seva duresa a l'escala de Mohs és 5,5.
Segons la classificació de Nickel-Strunz, la faustita pertany a «08.DD - Fosfats, etc, només amb cations de mida mitjana, (OH, etc.):RO₄ = 2:1» juntament amb els següents minerals: chenevixita, luetheïta, acrocordita, guanacoïta, aheylita, calcosiderita, planerita, turquesa, afmita, childrenita, eosforita i ernstita.

## Formació i jaciments
Va ser descoberta a la mina Copper King del mont Schroeder, situada al districte miner de Maggie Creek, al comtat d'Eureka (Nevada, Estats Units). Tot i tractar-se d'una espècie no gaire habitual ha estat descrita en tots els continents del planeta a excepció de l'Antàrtida.